# セイロン総督
セイロン総督（英語: Governor of Ceylon）では、イギリス領セイロン、のち英連邦王国の自治領セイロンに置かれていた総督を一覧で示す。正式な名称は時代によって異なる。

## イギリス領セイロン総督
| #                                               | 氏名                                                   | 就任           | 退任           |
| ----------------------------------------------- | ------------------------------------------------------ | -------------- | -------------- |
| Military Governor （1795年 – 1798年）           |                                                        |                |                |
| 1                                               | パトリック・アレグザンダー・アグニュー                 | 1795年8月      | 1796年3月1日   |
| 2                                               | ジェームズ・ステュアート                               | 1796年3月1日   | 1797年1月1日   |
| 3                                               | ウェルボア・エリス・ドイル                             | 1797年1月1日   | 1797年7月2日   |
| 4                                               | ピーター・ボンヴォー                                   | 1797年7月2日   | 1797年7月12日  |
| 5                                               | ピエール・フレデリック・ド・ムロン                     | 1797年7月12日  | 1798年10月12日 |
| Resident and Superintendent （1796年 - 1798年） |                                                        |                |                |
|                                                 | ロバート・アンドルース                                 | 1796年2月12日  | 1798年10月12日 |
| Governor （1798年 – 1948年）                    |                                                        |                |                |
| 1                                               | フレデリック・ノース                                   | 1798年10月12日 | 1805年7月19日  |
| 2                                               | トーマス・メイトランド                                 | 1805年7月19日  | 1811年3月19日  |
| 代行                                            | ジョン・ウィルソン                                     | 1811年3月19日  | 1812年3月11日  |
| 3                                               | ロバート・ブラウンリッグ                               | 1812年3月11日  | 1820年2月1日   |
| 代行                                            | エドワード・バーンズ                                   | 1820年2月1日   | 1822年2月2日   |
| 4                                               | エドワード・パジェット                                 | 1822年2月2日   | 1822年11月6日  |
| 代行                                            | ジェームズ・キャンベル                                 | 1822年11月6日  | 1824年1月18日  |
| 5                                               | エドワード・バーンズ                                   | 1824年1月18日  | 1831年10月13日 |
| 代行                                            | ジョン・ウィルソン                                     | 1831年10月13日 | 1831年10月23日 |
| 6                                               | ロバート・ウィルモット＝ホートン                       | 1831年10月23日 | 1837年11月7日  |
| 7                                               | ジェームズ・アレグザンダー・ステュアート＝マッケンジー | 1837年11月7日  | 1841年4月15日  |
| 8                                               | コリン・キャンベル                                     | 1841年4月15日  | 1847年4月19日  |
| 代行                                            | ジェームズ・エマーソン・テネント                       | 1847年4月19日  | 1847年5月29日  |
| 9                                               | ジョージ・ビング                                       | 1847年5月29日  | 1850年10月18日 |
| 代行                                            | チャールズ・ジャスティン・マッカーシー                 | 1850年10月18日 | 1850年11月27日 |
| 10                                              | ジョージ・ウィリアム・アンダーソン                     | 1850年11月27日 | 1855年1月18日  |
| 代行                                            | チャールズ・ジャスティン・マッカーシー                 | 1855年1月18日  | 1855年5月11日  |
| 11                                              | ヘンリー・ジョージ・ウォード                           | 1855年5月11日  | 1860年6月30日  |
| 代行                                            | ヘンリー・フレデリック・ロッキアー                     | 1860年6月30日  | 1860年7月30日  |
| 代行                                            | チャールズ・エドマンド・ウィルキンソン                 | 1860年7月30日  | 1860年10月22日 |
| 12                                              | チャールズ・ジャスティン・マッカーシー                 | 1860年10月22日 | 1863年12月1日  |
| 代行                                            | テレンス・オブライエン                                 | 1863年12月1日  | 1865年3月21日  |
| 代行                                            | ハーキュリーズ・ロビンソン                             | 1865年3月21日  | 1865年5月16日  |
| 13                                              | ハーキュリーズ・ロビンソン                             | 1865年5月16日  | 1872年1月4日   |
| 代行                                            | ヘンリー・ターナー・アーヴィング                       | 1872年1月4日   | 1872年3月4日   |
| 14                                              | ウィリアム・ヘンリー・グレゴリー                       | 1872年3月4日   | 1877年9月4日   |
| 15                                              | ジェームス・ロバート・ロングデン                       | 1877年9月4日   | 1883年7月10日  |
| 代行                                            | ジョン・ダグラス                                       | 1883年7月10日  | 1883年12月3日  |
| 16                                              | アーサー・ハミルトン＝ゴードン                         | 1883年12月3日  | 1890年5月28日  |
| 17                                              | アーサー・エリバンク・ハヴロック                       | 1890年5月28日  | 1895年10月24日 |
| 代行                                            | エドワード・ノエル・ウォーカー                         | 1895年10月24日 | 1896年2月10日  |
| 18                                              | ジョゼフ・ウェスト・リッジウェイ                       | 1896年2月10日  | 1903年11月19日 |
| 代行                                            | イヴァラード・イム・サーン                             | 1903年11月19日 | 1903年12月3日  |
| 19                                              | ヘンリー・アーサー・ブレイク                           | 1903年12月3日  | 1907年7月11日  |
| 代行                                            | ヒュー・クリフォード                                   | 1907年7月11日  | 1907年8月24日  |
| 20                                              | ヘンリー・エドワード・マッカラム                       | 1907年8月24日  | 1913年1月24日  |
| 代行                                            | レジナルド・エドワード・スタッブス                     | 1913年1月24日  | 1913年10月18日 |
| 21                                              | ロバート・チャーマーズ                                 | 1913年10月18日 | 1915年12月4日  |
| 代行                                            | レジナルド・エドワード・スタッブス                     | 1915年12月4日  | 1916年4月15日  |
| 22                                              | ジョン・アンダーソン                                   | 1916年4月15日  | 1918年3月24日  |
| 代行                                            | レジナルド・エドワード・スタッブス                     | 1918年3月24日  | 1918年9月10日  |
| 23                                              | ウィリアム・ヘンリー・マニング                         | 1918年9月10日  | 1925年4月1日   |
| 代行                                            | セシル・クレメンティ                                   | 1925年4月1日   | 1925年10月18日 |
| 代行                                            | エドワード・ブルース・アレキサンダー                   | 1925年10月18日 | 1925年11月30日 |
| 24                                              | ヒュー・クリフォード                                   | 1925年11月30日 | 1927年6月      |
| 代行                                            | アーサー・ジョージ・マーチソン・フレッチャー           | 1927年6月      | 1928年8月20日  |
| 25                                              | ハーバート・スタンリー                                 | 1928年8月20日  | 1931年2月11日  |
| 代行                                            | バーナード・ヘンリー・ボーディロン                     | 1931年2月11日  | 1931年4月11日  |
| 26                                              | グレアム・トムソン                                     | 1931年4月11日  | 1933年9月20日  |
| 代行                                            | グレアム・ティレル                                     | 1933年9月20日  | 1933年12月23日 |
| 27                                              | レジナルド・エドワード・スタッブス                     | 1933年12月23日 | 1937年6月30日  |
| 代行                                            | マクスウェル・マクラガン・ウェダーバーン               | 1937年6月30日  | 1937年10月16日 |
| 28                                              | アンドルー・コルディコット                             | 1937年10月16日 | 1944年9月19日  |
| 29                                              | ヘンリー・モンク＝メイソン・ムーア                     | 1944年9月19日  | 1948年2月4日   |

## セイロン自治領総督
| #                                    | 氏名                                     | 就任          | 退任          |
| ------------------------------------ | ---------------------------------------- | ------------- | ------------- |
| Governor-General （1948年 – 1972年） |                                          |               |               |
| 1                                    | ヘンリー・モンク＝メイソン・ムーア       | 1948年2月4日  | 1949年7月6日  |
| 2                                    | ハーウォルド・ラムズボサム               | 1949年7月6日  | 1953年        |
| 代理                                 | アーサー・ウィジェウォードディナ         | 1953年        | 1953年        |
| 3                                    | ハーウォルド・ランズボサム               | 1953年        | 1954年        |
| 4                                    | C・ネイガリンラム                        | 1954年        | 1954年        |
| 5                                    | ハーウォルド・ランズボサム               | 1954年        | 1954年7月17日 |
| 6                                    | オリヴァー・アーネスト・グーネティレック | 1954年7月17日 | 1962年3月2日  |
| 7                                    | ウィリアム・ゴパッラワ                   | 1962年3月2日  | 1972年5月22日 |

## 総督旗・紋章

?イギリス領時代
?1948年 - 1953年
?1953年 - 1972年
紋章（自治領時代）